# 康是美藥妝店

康是美藥妝店舊標識

康是美藥妝店（英語：COSMED），簡稱康是美，是台灣一家連鎖藥妝店，隸屬統一流通次集團，截至2018年8月已開設402家直營門市，在中國大陸亦有店鋪經營。
2018年康是美營業額110.27億新臺幣，盈利2.9億新臺幣，總資產43.98億，負債30.31億，淨資產13.67億新臺幣。

## 概要

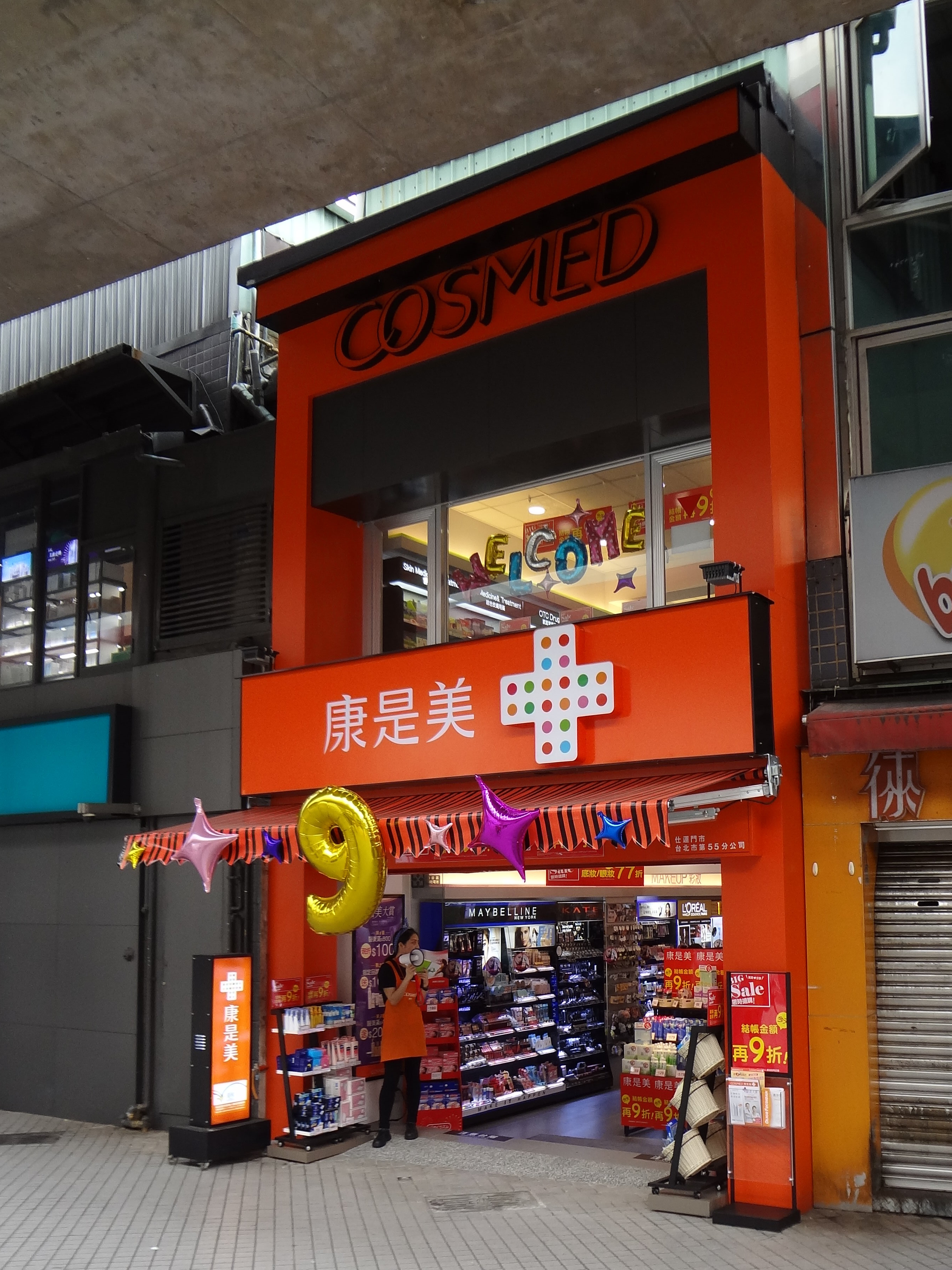
康是美2016年中新改裝的店面，所採用的新的品牌識別系統(改用十字架)

康是美藥妝店於1995年歷經半年的籌劃，由統一流通次集團旗下的統一超商全資轉投資設立。同年9月25日於台北國父紀念館旁開設第一家門市。
2012年8月，原統一超商行銷群協理蔡篤昌擔任康是美總經理，原康是美總經理高敏航則赴中國大陸主掌深圳康是美。過去蔡篤昌即擔任過康是美總經理，高敏航也在中國大陸有歷練，挾著在台灣操盤經驗，希望能扭轉中國大陸康是美虧損情況。
2014年1月，蔡篤昌申請退休，原統一藥品總經理張聰本接任康是美總經理。

## 命名
康是美取意自「健康就是美」，而英文店名COSMED則是由化妝品（cosmetic）與藥品（medicine）之字首而來，表示康是美藥妝店之內涵。

## 歷史
1995年9月25日，康是美位於臺灣臺北市信義區國父紀念館旁開設第一家門市「逸仙門市」。
1999年8月，康是美首家台北捷運車站門市開幕。
2000年9月，康是美第50家門市開幕，位於臺灣臺北市中正區衡陽路（已結束營業）。
2000年11月，導入會員制度。
2003年11月，康是美第100家門市「百運門市」開幕（位於臺灣臺北市中正區忠孝西路一段）。
2007年6月，位於臺灣臺北市中山區復興北路的復錦門市全新改裝，成立「新形象店」，是第一個改裝為新形象的門市，之後各門市陸續改裝。
2009年3月，康是美展店達300店。
2012年2月，康是美金門店開幕。
2015年12月，康是美展店達377店。
2017年4月，康是美展店達401店。

## 品牌吉祥物
- Cos-mey可思米（coco鳥）

## 外部連結
- 康是美官方網站 （页面存档备份，存于）
- 康是美官方網購eShop （页面存档备份，存于）
- 康是美  LINE 官方帳號 （页面存档备份，存于）
- 台灣公司資料 （页面存档备份，存于）
- 康是美Cosmed的Facebook專頁
- 康是美Cosmed的Instagram帳戶
- YouTube上的康是美藥妝店頻道